# Juan de Arellano
Juan de Arellano (n. 3 august 1614, Santorcaz⁠(d), Spania – d. 12 octombrie 1676, Madrid, Madrid⁠(d), Spania) a fost un pictor spaniol al epocii baroce care s-a specializat în picturi florale natură statică.

## Biografie
S-a născut în Santorcaz, lângă Madrid, unde a murit. A fost elevul lui Juan de Solis⁠(d). Puternic influențat de artiști flamanzi (cum ar fi Daniel Seghers⁠(d)) și pictori italieni (cum ar fi Mario Nuzzi⁠(d)), Juan de Arellano a fost considerat a fi excepțional pe acest subiect. Potrivit unuia dintre colegii săi, de Arellano a decis să se concentreze exclusiv pe picturile florale, deoarece ofereau mai multă remunerație, în timp ce necesita mai puțină muncă. Unele dintre cele mai faimoase piese ale lui de Arellano includ Buchet de flori (c.1660) și Ghirlandă de flori, păsări și fluturi, expuse în prezent la Luvru . A pictat și pentru sacristia bisericii San Jerónimo el Real⁠(d) din Madrid. Muzeul Prado adăpostește un repertoriu interesant. Un alt set interesant de naturi moarte este expus la Academia Regală de Arte Frumoase din San Fernando,  o altă pictură splendidă Vaze în fața unei oglinzi este expusă la Muzeul de Arte Frumoase din Coruña. O natură moartă deosebit de ambițioasă aparține Muzeului de Arte Frumoase din Bilbao. Muzeul Cerralbo are în posesie un tablou numit Concert de păsări cu flori și un altul se află la Muzeul Romantismului⁠(d) din Madrid.

## Lucrări
- Vază cu flori (prima jumătate a secolului al XVII-lea)
- Coș mic cu flori, ulei pe in, 46,5 x 60,5 cm (c. 1650), Muzeul de Arte Frumoase din Bilbao
- Flori într-o vază (1650)
- Natura statică cu flori (c. 1650-1670)
- Flori pe un coș pe un soclu - două imagini (1664)
- Vază cu flori - două imagini (1664)
- Vază cu flori - imagine diferită (1668)
- Coș cu flori (între 1668 și 1670)
- Coș cu flori, ulei pe in, 84,5 x 107 cm (1670), Museo del Prado, Madrid
- Coș mic cu flori (1671)
- Coș cu flori (1671)
- Coș cu flori (între 1671 și 1673)
- Coș cu flori (între 1675 și 1676). Biblioteca Museu Víctor Balaguer, Barcelona.
- Natură moartă cu flori cu rădăcină . Muzeul Romantismului, Madrid.
- Concert de păsări cu flori . Muzeul Cerralbo, Madrid.
- Vaze în fața unei oglinzi . Muzeul de Arte Frumoase din A Coruña.
- Natura moartă cu floarea soarelui și alte flori, păsări, fructe și insecte pe un soclu de piatră . Academia Regală de Arte Frumoase din San Fernando, Madrid.
- Natura moartă cu flori, păsări, fructe și insecte pe un soclu de piatră . Academia Regală de Arte Frumoase din San Fernando, Madrid.

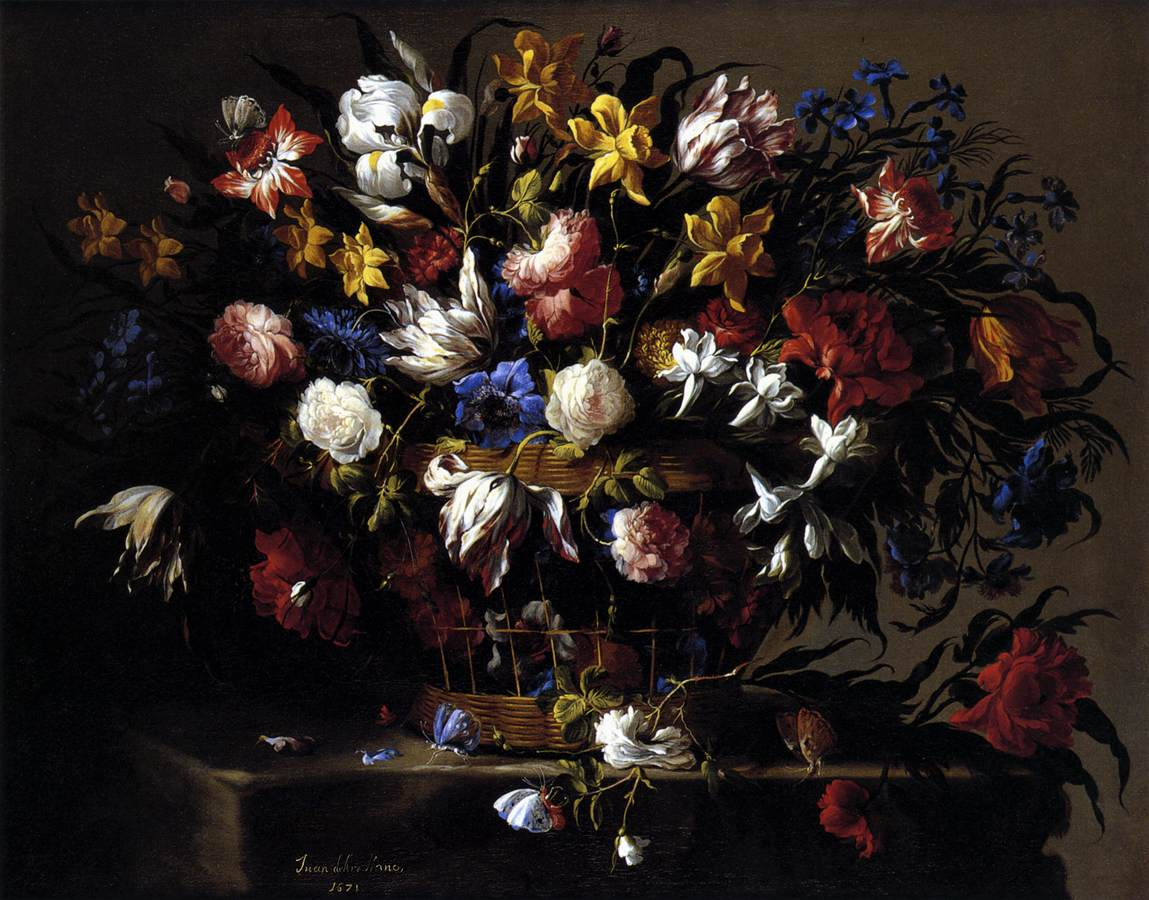
Coș mic cu flori. Muzeul de Arte Frumoase din Bilbao.